# The Big Bend (небодер)
Биг Бенд је небодер који би требало да буде изграђен у Њујорку. Дизајниран је у њујоршкој архитектонској фирми Oiio Studio, која га је описала као најдужу зграду на свијету. Реакције на овај грађевински подухват су различите. 

## Дизајн
Big Bend је дизајнирао Јоанис Ојконому, члан Oiio студија. Дизајн ове грађевине је карактеристичан по томе што подсјећа на обрнуто латинично слово U, па би због самог свог дизајна Big Bend био најдужа зграда на свијету, са својих 1 200 метара дужине - од једног до другог темеља. Ова грађевина би била веома висока и танка, чији би се врх издизао на преко 600 метара висине. Big Bend би се сврстао у мега-високе зграде, а био би и највиша зграда у Њујорку, издигнувши се изнад Свјетског трговинског центра 1 за 61 метар.   
Структура је слична као код оближњег, супер-танког Авенија Парк 432 небодера, који се састоји од низа великих прозора, али би код Big Bend-а спратови требало да буду још збијенији. 

## Локација
Big Bend би требало да буде саграђен у улици West 57th, такође познатој под називом Billionaire's Row (срп. Ред у којем станују милијардери) на Менхетну, јужно од Сентрал парка. 
Тренутно се на мјесту гдје би требало да буду постављени темељи Big Bend-а налазе 77-спратна  стамбена зграда и седмоспратна зграда грађена прије Другог свјетског рата. 
Big Bend је у фази предлагања од 2017. године. Ојконому тражи инвеститоре за градњу, а дизајн је већ послао одређеним градитељима.